# جيمس كولين مارتن
جيمس كولين مارتن (بالإنجليزية: James Cullen Martin)‏ هو كيميائي أمريكي، ولد في 14 يناير 1928 في دوفر في الولايات المتحدة، وتوفي في 20 أبريل 1999 في تامبا في الولايات المتحدة.